# Nemesio Fernández Cuesta y Picatoste
Nemesio Fernández Cuesta y Picatoste (Segovia, 19 de diciembre de 1818-Madrid, 6 de diciembre de 1893) fue un periodista español.

## Biografía
Nacido en Segovia el 19 de diciembre de 1818, en su juventud combatió contra el carlismo. En 1840 fue nombrado taquígrafo de la Gaceta de Madrid, comenzando su carrera periodística. De 1842 a 1845 escribió en La Iberia, El Globo y El Heraldo; en 1846 entró en El Siglo y en 1849 organizó la publicación de El Universal; en 1854 fundó El Adelante, que posteriormente se refundiría en La Discusión. En 1857 compró en propiedad de Las Novedades, dirigiendo a su vez la casa editorial de Gaspar y Roig y su periódico El Museo Universal.
Los sucesos políticos de 1866 le hicieron emigrar a Portugal, donde entró en relaciones con el duque de Montpensier; y triunfante la revolución de 1868, fue director de la Gaceta de Madrid y consagró Las Novedades a la defensa de la candidatura del duque de Montpensier a nuevo rey. El fracaso de la misma y la desaparición de su periódico le hicieron apartarse de la vida periodística, a la que solo volvió después de la Restauración borbónica para tomar parte en la redacción de La Política y su sucesor El Estandarte. Colaboró en la publicación de obras como el Diccionario enciclopédico de la lengua española (1864), el Diccionario de las lenguas española y francesa (1886), aparte de participar en la traducción de la Historia universal de Cesare Cantù, la de Guillemin, El nuevo viajero universal o diversas obras históricas y novelescas. Falleció el 6 de diciembre de 1893 en Madrid y fue enterrado en el cementerio de Getafe. Su mujer, Bárbara Palafox, había muerto unos meses antes. Fue padre del pintor Eusebio Fernández Cuesta y Palafox.